# ام‌وی سیتا
ام‌وی سیتا (به انگلیسی: MV Cita) یک کشتی است که طول آن ۹۳٫۵۳ متر (۳۰۶٫۹ فوت) می‌باشد. این کشتی در سال ۱۹۷۷ ساخته شد.